# جبل الهيل
جبل الهِيل عبارة عن جبل بركاني خامد يقع غرب السعودية، ويقع تحديداً في حرة كشب الواقعة بين منطقتي المدينة المنورة ومكة المكرمة. يبلغ ارتفاع الجبل نحو 1475 م.